# 聖何塞 (埃斯昆特拉省)
聖何塞（西班牙語：San José），是危地馬拉的城鎮，位於該國南部，由埃斯昆特拉省負責管轄，面積280平方公里，海拔高度4米，2002年人口41,804，人口密度每平方公里149.3人。
13°55′32″N 90°49′28″W / 13.9256°N 90.8244°W